# Фудбалска репрезентација Ватикана
Ватиканска фудбалска репрезентација (италијански: Selezione di calcio della Città del Vaticano) је фудбалски тим који представља Ватикан у међународном утакмицама, а води га Ватикански фудбалски савез. Фудбалски савез Ватикана основан је 1972. године. Садашњи председник федерације је Доменико Ругерио. Ђанфранко Гвадањоли, Италијан, је тренутни селектор репрезентације. У прошлости га је водио један од најуспешнијих италијанских тренера, Ђовани Трапатони.
Свој први званични меч, репрезентација је одиграла 1994.године против селекције Сан Марино. Тај меч завршен је без победника, 0:0.
Најубедљивију победу селекција Ватикана остварила је 2006.године против швајцарског нижелигаша, екипе Волмонда од 5:1.
Најубедљивији пораз Ватикан је доживео 2011.године када је на гостовању у Палестини ова селекција поражена резултатом 9:1.
Ватикан, још увек, није учествовао ни у квалификацијама за Европско првенство, под покровитељством УЕФЕ, такође нису учествовали ни у квалификацијама за Светско првенство у фудбалу, а ни у новоформираној Лиги нација.

## Историја
Прва Ватиканска лига створена је 1973. године, а први освајачи били су запослени у ватиканском дневном листу "Л'Оссерваторе Романо" .
Ватикан обично изражава снажну подршку фудбалу. Папа Јован Павао Други, наводно, је био млади голман у Пољској и жарки навијач фудбалског клуба Краковија. Бивши хемачки папа Бенедикт Шеснаести је жарки навијач баварског Бајерн Минхена, одакле  и сам долази. Папа Бенедикт Шеснаести је изјавио: "Фудбал може бити средство образовања које промовише вредности искрености, солидарности и братства, посебно за млађе генерације."
Римокатоличка црква, папа Бенедикт Шеснаести и Ватикан потврдили су своје уверење да фудбал треба да буде светионик моралности и да се мечеви не смеју играти недељом.
Тренутни аргентински папа, Францис, велики је навијач аргентинског Сан Лоренца и показао је разочарање кад је Аргентина изгубила у финалу Светског првенства 2014. против репрезентације Немачке.
Тек 2000. године папа Јован Павле Други основао је Ватикански програм за спорт с циљем промоције „традиције (спорта) унутар хришћанске заједнице.“  2006. године државни секретар Ватикана, кардинал Тарцисио Бертоне, предложио је да Ватикан може основати фудбалски тим католичких сјемеништараца (католички калуђери). Кардинал је изјавио: "Да смо узели бразилске студенте са наших папинских универзитета, могли бисмо имати сјајан тим." Кардинал је, такође, нагласио да је на Светском купу 1990. у Италији, чак 42 играча која су похађала салезијске тренинг центре широм света. На пример, Марселињо, херој Европског првенства у фудбалу 1964. године у Шпанији, био је бивши семинар. Бертонеов предлог био је да, чак и ако га прихвати УЕФА, играче Ватикана треба да чине припадници Католичке цркве широм света, а не само грађани Ватикана.
Ватикански тим састоји се искључиво од запослених људи Ватикана: полицајаца, поштара, владиних службеника и припадника швајцарске гарде. Пошто већина држављана Ватикана припада Швајцарској гарди, не могу бити одсутни на дуже време. Због тога је репрезентација одиграла само неколико међународних утакмица, често привлачећи велику пажњу медија. Када је Ватикан 2002. године одиграо своју прву утакмицу, само један играч, Марцело Росати, имао је ватикански пасош.
2006. године, Ватикан је позван да учествује у ВИВА Светском купу и од њега се очекивало да учествује, али нису могли то да ураде јер нису могли да окупе тим од 15 чланова.
Поред међународних мечева, тим је одиграо и пријатељску утакмицу, такође прву утакмицу, против резервног тима Сан Марина 1994. године. Сматрало се да је резултат меча био 0:0, али Стеви Менари у својој књизи "Издајници: заборављене земље ФИФА-е" наводи да му је Ватикан рекао да је меч завршен 1:1.
2011. године Ватикан је организовао пријатељски тим против Палестине. Међутим, овај тим чинили су католички свештеници и није се сматрао „најјачом” репрезентацијом Ватикана. Палестина је, ипак, славила резултатом 9:1.
2006. године Ватикан је одиграо утакмицу против швајцарског клуба СВ Волмонд, на стадиону Петриана. Ватикан је тада био бољи са резултатом 5:1 што је најубедљивија победа у историји ове репрезентације.

## Ватиканово чланство у ФИФА
Иако је међународно призната и суверена земља, Ватикан је једна од, укупно, девет земаља које, упркос суверенитету нису чланице ФИФА. Поред Ватикана то су још: Маршалова острва, Науру, Кирибати, Монако, Палау, Тувалу, Микронезија као и Уједињено Краљество чији савези наступају засебно.

## Дресови
Фудбалску репрезентацију Ватика спонзорише компанија Спортика, а до 2017.године била је Диадора. Комбинација дреса је: жуто - бела - жута боја, односно жути дрес, мајица, са малим белим детаљима, потпуно бели шорц и потпуно беле штуцне (чарапе, гете).